# Tonje Sagstuen
Tonje Sagstuen Andersen, née le 17 novembre 1971 à Lørenskog, est une ancienne handballeuse internationale norvégienne. Elle est aujourd'hui journaliste et éditrice. 
Avec l'équipe de Norvège, elle participe aux jeux olympiques de 1992 où elle remporte une médaille d'argent. 
En 1997, elle atteint la finale du Championnat du monde avec la Norvège et est à cette occasion élue meilleure arrière droite de la compétition. Cette même année, elle est nommée pour le titre de meilleure handballeuse de l'année 1997.

## Palmarès

### Sélection nationale
- Jeux olympiques
  -  médaille d'argent aux Jeux olympiques de 1992, Barcelone,  Espagne
- Championnats du monde
  -  finaliste du Championnat du monde 1997,  Allemagne
  -  3e du Championnat du monde 1993,  Norvège
- Championnat d'Europe
  -  3e du Championnat d'Europe 1994,  Allemagne

## Distinctions individuelles
- Élue meilleure arrière droite du Championnat du monde 1997[3]
- Nommée pour le titre de meilleure handballeuse de l'année 1997.